# Château de Harlech
Pour les articles homonymes, voir Harlech (homonymie).
Le château de Harlech (Harlech Castle en anglais, Castell Harlech en gallois) est un château fort médiéval, situé à Harlech, au pays de Galles. 
Construit sur un éperon rocheux surplombant la mer d'Irlande, c'est l'une des forteresses édifiées par le roi anglais Édouard Ier après sa conquête du pays de Galles, à la fin du XIIIe siècle. Sa construction, supervisée par l'architecte savoyard Jacques de Saint-Georges, dure de 1282 à 1289. Au cours des siècles qui suivent, le château de Harlech joue un rôle important durant le soulèvement d'Owain Glyndŵr, la guerre des Deux-Roses et la Première guerre civile anglaise.
Ayant perdu toute importance stratégique, le château tombe en ruine jusqu'à une campagne de restauration entreprise par le gouvernement britannique au début du XXe siècle. Géré par l'organisme public Cadw, il est inscrit au patrimoine mondial de l'UNESCO en 1986, au sein du site « Châteaux forts et enceintes du roi Édouard Ier dans l'ancienne principauté de Gwynedd ».

## Histoire

### LesXIIIeetXIVesiècles

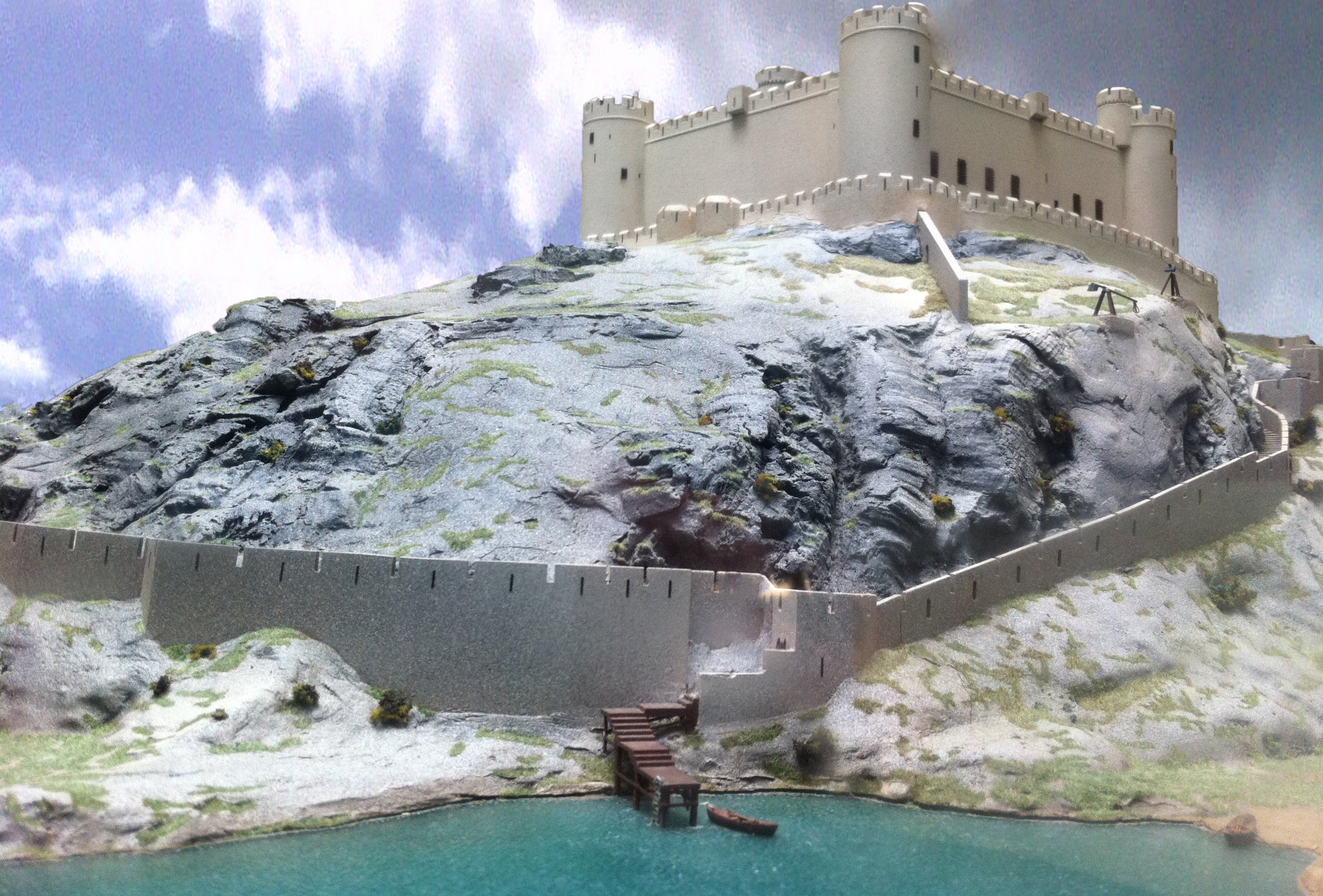
Reconstitution du château de Harlech au début du XIVe siècle.

La lutte entre les princes gallois et les rois anglais pour le contrôle des Galles du Nord commence dans les années 1070 et connaît un renouveau dans la seconde moitié du XIIIe siècle, jusqu'à l'intervention du roi Édouard Ier en 1282. Harlech tombe aux mains d'Othon de Grandson et de ses 560 fantassins au mois de mai.
Dans le cadre d'une entreprise de colonisation systématique de la région, Édouard la divise en comtés, sur le modèle anglais, et fonde une série de châteaux forts, dont un à Harlech. Une tradition locale associe le site à la légende de la princesse galloise Branwen, mais il n'y existe aucune trace de fortifications construites par les autochtones. Les travaux débutent durant l'été 1282. Au bout d'un an et demi, à l'hiver 1283, l'enceinte intérieure a atteint 4,6 m de haut et une petite ville a été fondée près du château,. Le chevalier savoyard Jean de Benvillard est nommé connétable en 1285. Il est remplacé par sa veuve Agnès à sa mort, en 1287, jusqu'à ce que l'architecte Jacques de Saint-Georges reçoive ce titre en 1290.
Les travaux se poursuivent sous la direction de Jacques de Saint-Georges. En 1286, période la plus intense, ils impliquent 546 ouvriers, 115 carriers, 30 forgerons, 22 charpentiers et 227 maçons, et leur coût mensuel s'élève à 240 £,. Le château est à peu près terminé à la fin de l'année 1289. Sa construction a coûté environ 8 190 £, soit le dixième des 80 000 £ que le roi Édouard Ier a consacré aux châteaux forts gallois entre 1277 et 1304,,. La garnison de Harlech compte alors 36 hommes : le connétable (Jacques de Saint-Georges occupe ce poste jusqu'en 1293), 30 soldats (dont 10 arbalétriers), un chapelain, un forgeron, un charpentier et un maçon.
En 1294, Madog ap Llywelyn se révolte contre la domination anglaise. Plusieurs villes sont rasées par les rebelles gallois et Harlech est assiégée durant l'hiver, mais elle peut être ravitaillée par la mer et le soulèvement est écrasé sans que la ville soit tombée. Les défenses du chemin ayant permis le ravitaillement du château sont renforcées après cet incident. Des travaux supplémentaires ont lieu en 1323-1324 : le roi Édouard II, dont l'autorité dans la région est menacée par la famille Mortimer, ordonne au shérif Gruffudd Llywd de renforcer les défenses du corps de garde en construisant des tours supplémentaires.

### DuXVeauXXIesiècle

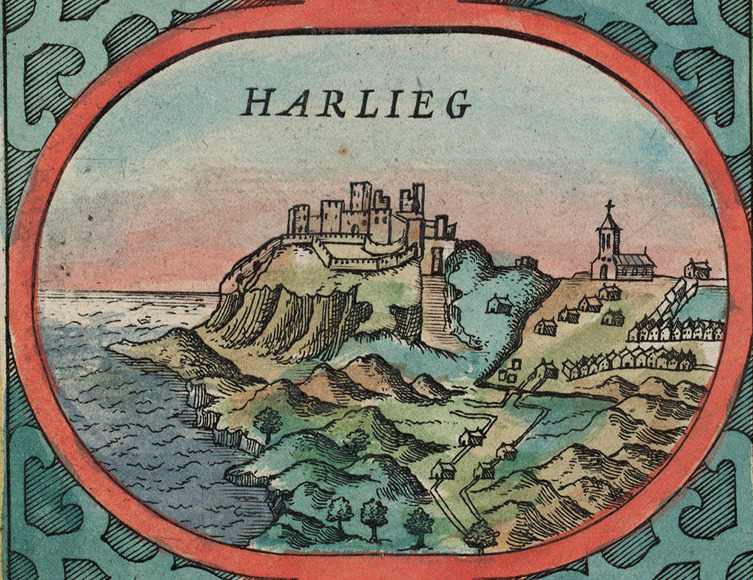
Le château de Harlech vu par le cartographe John Speed en 1610.

En 1400, une révolte contre l'autorité anglaise conduite par Owain Glyndŵr éclate dans les Galles du Nord. Trois ans plus tard, seuls quelques châteaux, dont Harlech, résistent encore aux rebelles, mais la garnison du château, sous-équipée (elle ne dispose que de trois boucliers, huit casques, six lances, dix paires de gants et quatre canons), finit par se rendre à la fin de l'année 1404,. Harlech devient la résidence principale et le quartier général de Glyndŵr, qui y tient son second Parlement en août 1405. En 1408, les forces anglaises menées par le futur Henri V assiègent le château, dont la garnison est alors dirigée par Edmond Mortimer. Les canons d'Henri causent de sérieux dégâts à la muraille extérieure à l'est et au sud, sans parvenir pourtant à emporter le siège. Le prince laisse alors la direction des opérations à John Talbot pour se porter à l'assaut du château d'Aberystwyth. À court de provisions, le château tombe en février 1409, alors que Mortimer et une grande partie de ses hommes ont succombé à la faim et à la fatigue,
Au XVe siècle, Harlech joue un rôle dans la guerre des Deux-Roses. La reine Marguerite d'Anjou s'y réfugie après la défaite lancastrienne à Northampton en 1460, et le château reste aux mains des partisans de la maison de Lancastre, menés par Dafydd ap Ieuan, de 1461 à 1468, contre le roi yorkiste Édouard IV. Grâce à ses défenses naturelles et au ravitaillement par mer, Harlech résiste à tous les assauts et devient la dernière place forte aux mains des Lancastre, ainsi qu'une base pour leurs raids dans la région en 1464, puis en 1466 sous la direction de Richard Tunstall. En 1468, Jasper Tudor y débarque avec des renforts français avant d'attaquer la ville de Denbigh. L'arrivée de Jasper Tudor force Édouard IV à mobiliser près de 10 000 hommes sous la direction de William Herbert pour assiéger Harlech, qui se rend au bout d'un mois de siège, le 14 août 1468,. Ces événements auraient inspiré la chanson populaire Men of Harlech.

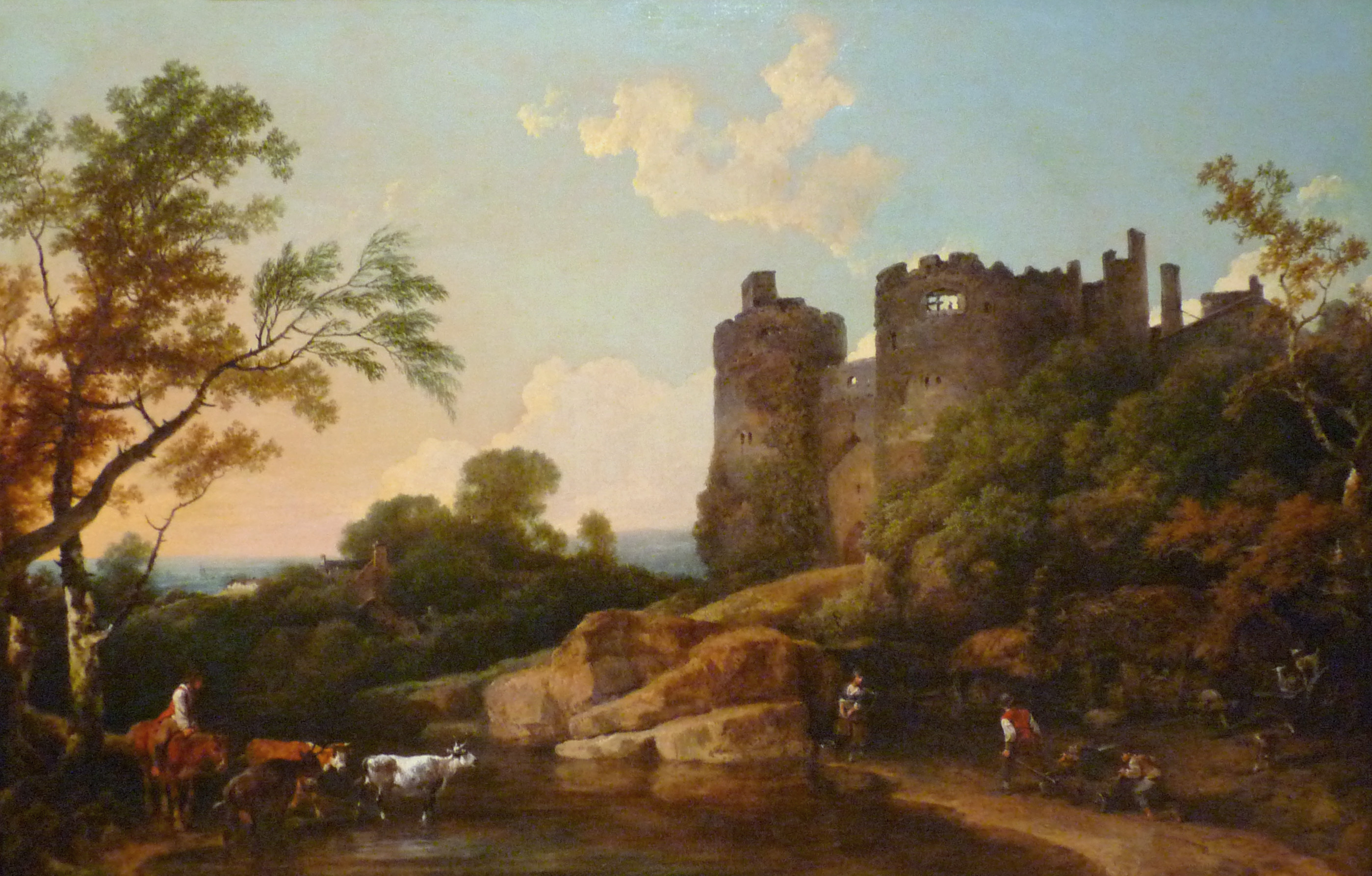
Les ruines du château de Harlech vues par le peintre Philippe-Jacques de Loutherbourg en 1806.

Le château de Harlech ne semble pas avoir été réparé après le siège de 1468 et tombe en ruine par la suite, à l'exception du corps de garde qui reste utilisé pour les assizes locales. Durant la Première guerre civile anglaise, au milieu du XVIIe siècle, le château joue à nouveau un rôle. En 1644, le colonel William Owen est nommé connétable de Harlech par le prince Rupert du Rhin et se voit chargé de reconstruire les défenses du château. Les troupes parlementaires assiègent le château pendant neuf mois, de juin 1646 à mars 1647. Les 44 hommes de la garnison finissent par se rendre au général-major Thomas Mytton le 15 mars. Cette date marque la fin de la première phase de la Première révolution anglaise, car Harlech était le dernier grand bastion royaliste de Grande-Bretagne. Le château ayant perdu toute importance stratégique, le Parlement ordonne son démantèlement afin d'empêcher son utilisation par les royalistes. Ces ordres ne sont suivis que partiellement : le château est rendu indéfendable, mais il n'est pas totalement détruit,. Des pierres du château sont réutilisées pour construire des maisons dans la ville de Harlech.
Les ruines pittoresques de Harlech deviennent une attraction touristique à partir de la fin du XVIIIe siècle, attirant des visiteurs tels que John Cotman, Henry Gastineau, Paul Sandby, Joseph Mallord William Turner ou John Varley. En 1914, il passe sous le contrôle du Bureau des Travaux, qui entreprend une grande campagne de restauration. Actuellement géré par l'organisme public Cadw, le château entre au patrimoine mondial de l'UNESCO en 1986 avec d'autres fortifications galloises au sein du site « Châteaux forts et enceintes du roi Édouard Ier dans l'ancienne principauté de Gwynedd ».

## Architecture

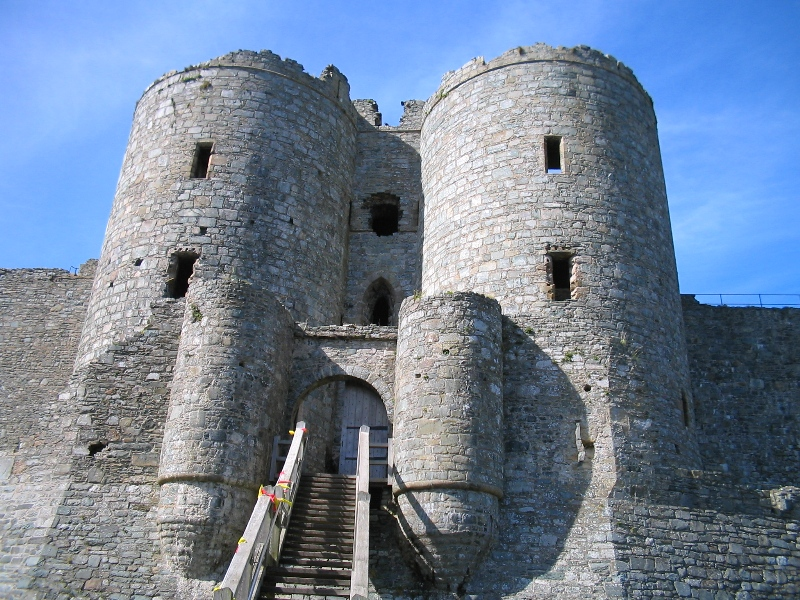
Le corps de garde.

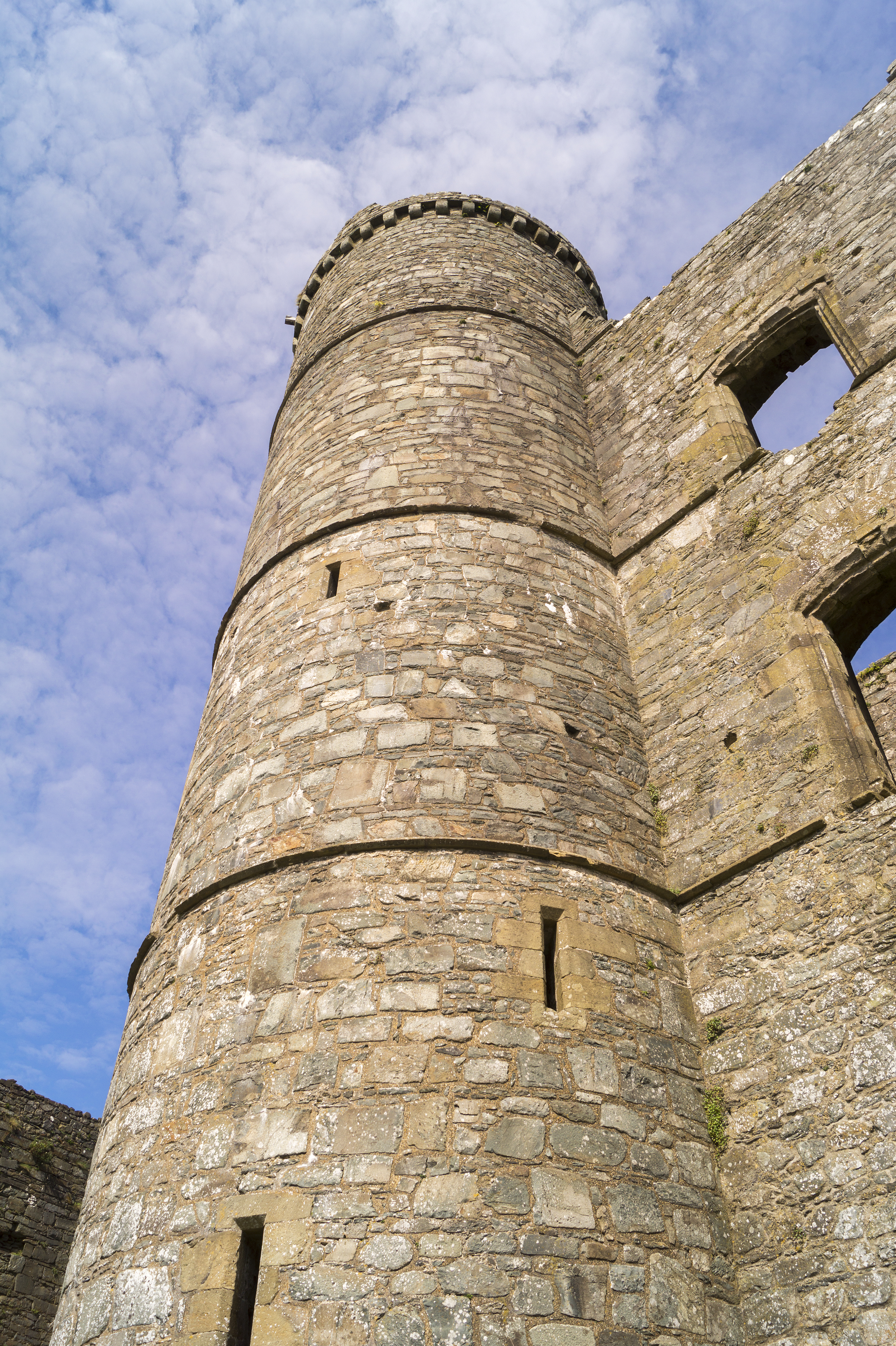
Une tour du château de Harlech. Juillet 2017.

Le château de Harlech occupe une partie du sommet du Dôme de Harlech, une pointe rocheuse qui culmine à plus de 60 m d'altitude, avec des dénivelés abrupts au nord et à l'ouest. Une tranchée pratiquée dans la roche protège les autres abords du château. Celui-ci suit un plan concentrique, avec une première enceinte à l'intérieur d'une seconde, délimitant ainsi une haute-cour et une basse-cour. Le château est construit en grès de couleur gris verdâtre extrait dans la région : de gros blocs réguliers pour les tours et des blocs plus irréguliers pour les murs, ces derniers provenant peut-être de la tranchée creusée dans le Dôme. Les éléments décoratifs sont réalisés dans un grès différent, de couleur jaune et moins dur. Ces pierres proviennent peut-être des alentours de l'abbaye d'Egryn, près de Barmouth.
L'entrée principale était située derrière un pont en pierre franchissant la tranchée du côté est. Il ne subsiste quasiment rien des tours protégeant ce pont, qui a été remplacé par une rampe d'accès en bois. De l'autre côté, une porte mène à un escalier de 127 marches protégé par un mur qui descend jusqu'au pied de la falaise. Cette voie permettait le ravitaillement du château par la mer, mais le littoral a reculé depuis. Le corps de garde adopte un style populaire au XIIIe siècle, avec deux tours en forme de D de part et d'autre de l'entrée, protégée par trois herses et au moins deux portes,. Il est construit sur trois étages, avec de grandes fenêtres et des cheminées aux étages supérieurs. Pour Arnold Taylor, le premier étage abritait les appartements du connétable et le second, des chambres pour les visiteurs importants. Jeremy Ashbee considère que ces derniers devaient plutôt être logés dans la haute-cour et que le corps de garde avait une autre utilité,.

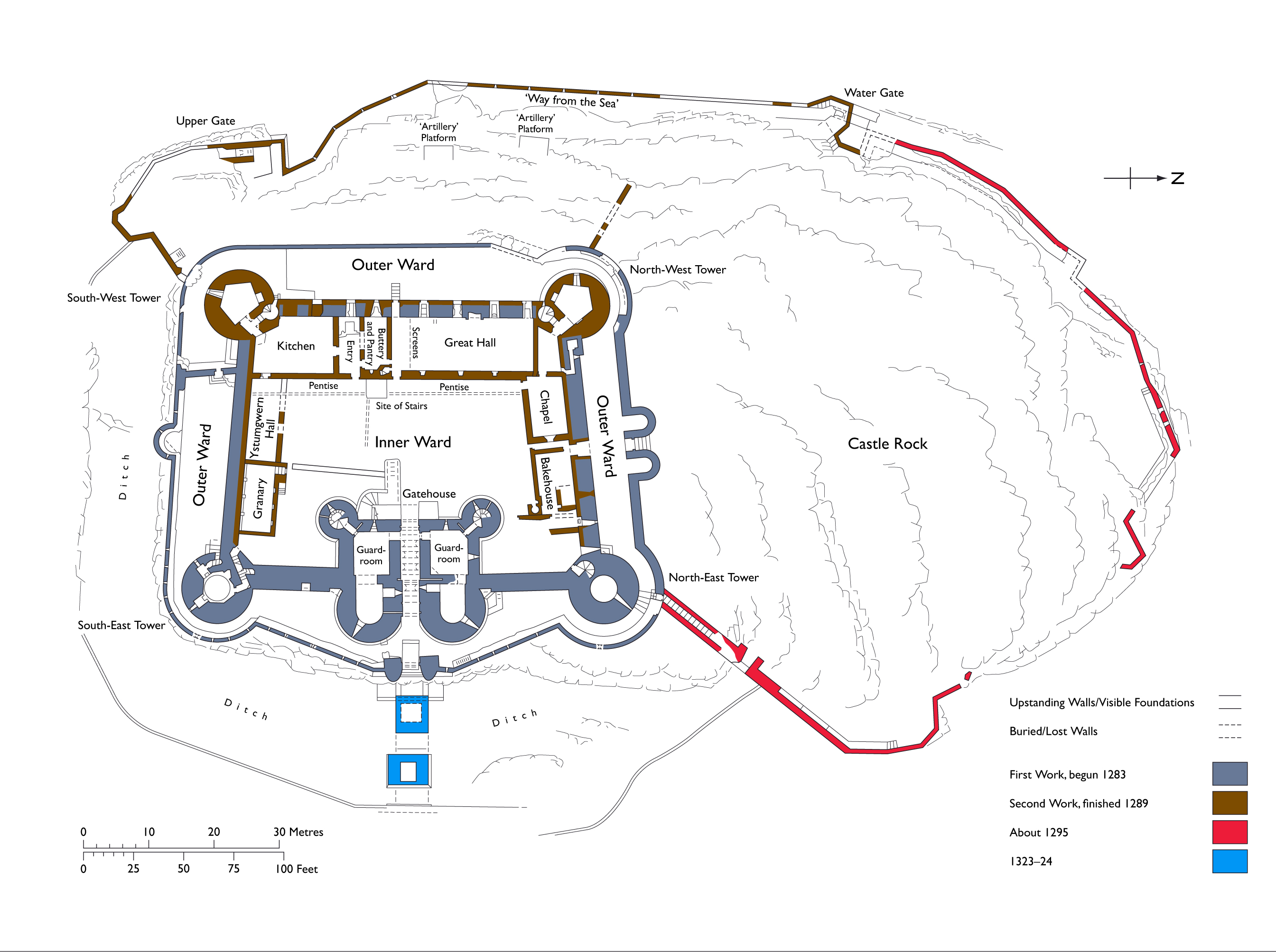
Plan du château de Harlech orienté à l'ouest.

La haute-cour est encadrée par quatre grandes tours circulaires, qui ont changé de nom au cours de leur histoire. En 1343, elles étaient appelées (dans le sens des aiguilles d'une montre, en partant du nord-est) Le Prisontour, Turris Ultra Gardinium, Le Wedercoktour et Le Chapeltour, mais deux siècles plus tard, en 1564, elles étaient appelées la tour des Débiteurs (Debtors' Tower), la tour Mortimer, la tour Bronwen et la tour de l'Armurier (Armourer's Tower). Le Prisontour abritait un cachot, et il est possible que Le Chapeltour ait abrité un atelier d'artillerie au XVIe siècle. Plusieurs bâtiments sont alignés le long des murs de la haute-cour, parmi lesquels une chapelle, des cuisines, un grenier, d'autres bâtiments utilitaires et une grande salle.
L'architecture de Harlech présente des points communs avec les bâtiments construits dans le duché de Savoie à la même époque : on y retrouve les mêmes arches en demi-cercle, les mêmes fenêtres, les mêmes tours à encorbellements et le même type de trous de boulin. Ces ressemblances sont généralement attribuées à l'influence du maître architecte savoyard Jacques de Saint-Georges, mais le lien n'est pas forcément direct, car plusieurs de ces caractéristiques apparaissent dans des sections construites après le départ de Jacques de Saint-Georges. Il faut peut-être y voir plus généralement l'influence de tous les artisans et ingénieurs savoyards ayant travaillé à Harlech.

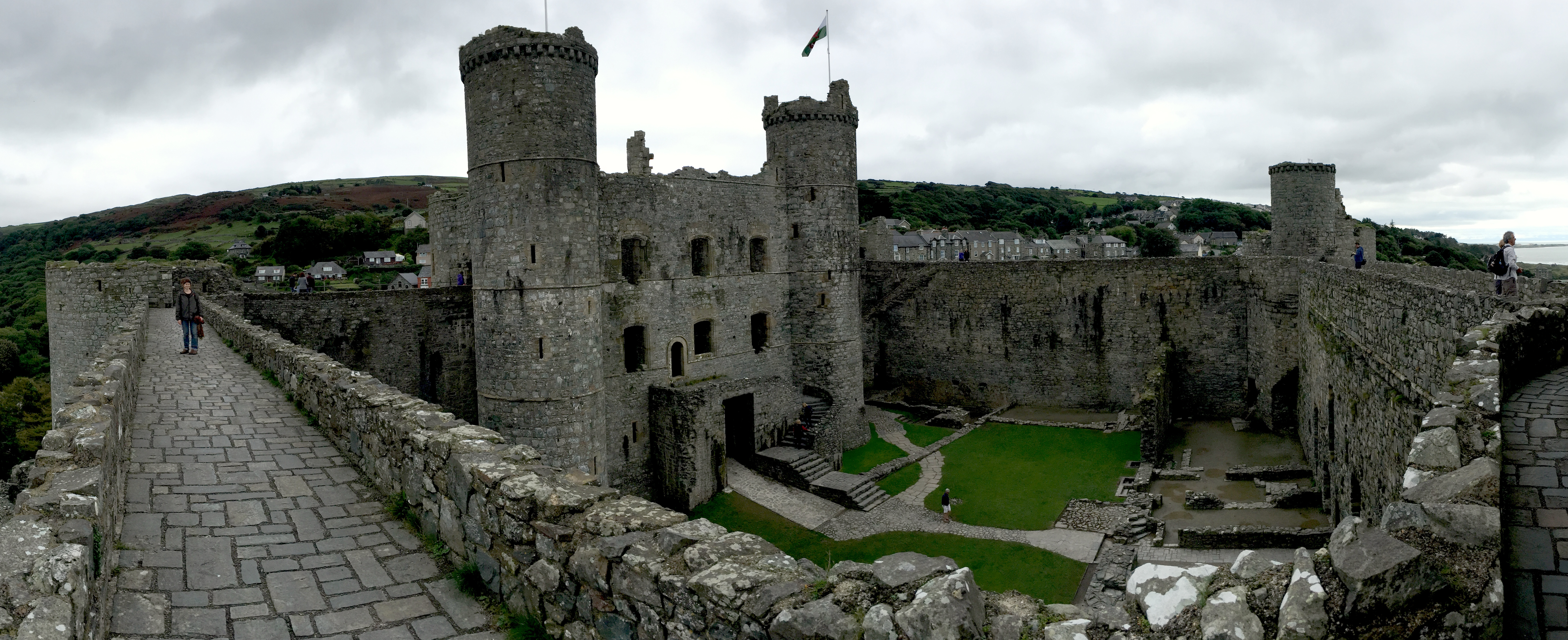
Vue sur la haute-cour depuis les remparts.